# Anis Amri (football)
Pour les articles homonymes, voir Anis Amri et Amri.
Anis Amri, né le 4 novembre 1980, est un footballeur tunisien. Il mesure 1,74 m pour 75 kg.
Jouant au poste de défenseur, il a été un joueur international aux niveaux minime, cadet et junior.

## Clubs
- 1994-juillet 2000 : Espérance sportive de Tunis (Tunisie)
- juillet 2000-juillet 2003 : Union sportive monastirienne (Tunisie)
- juillet 2003-juillet 2004 : Al-Ittihad Tripoli (Libye)
- juillet 2004-juillet 2006 : Espérance sportive de Zarzis (Tunisie)
- juillet 2006-août 2010 : Club africain (Tunisie)
- août 2010-juillet 2011 : Espoir sportif de Hammam Sousse (Tunisie)

## Palmarès
- Championnat de Tunisie :
  - Vainqueur : 2008 avec le Club africain (Tunisie)
- Coupe de Tunisie :
  - Vainqueur : 2005 avec l'Espérance sportive de Zarzis (Tunisie)
- Coupe nord-africaine des clubs champions :
  - Vainqueur : 2009 avec le Club africain (Tunisie)